# Observatoire de l'art contemporain
L'Observatoire de l'art contemporain est une agence française privée de prospective fondée en 2007 par Nina Rodrigues-Ely.
Spécialisée dans le décryptage de l'art contemporain, l'analyse des tendances de création et des tendances de marché, l'agence propose un système de veille informationnelle et médiatique internationale.
Elle produit des contenus numériques en ligne accessibles sur sa plateforme publique.